# Збигнев Водецки
Збѝгнев Станѝслав Водѐцки (на полски: Zbigniew Stanisław Wodecki) е полски музикант, певец, композитор, водещ и актьор.

## Биография
Той завършва с отличие втора степен от Държавното музикално училище в Краков. През 1972 г. прави дебюта си като певец на фестивала в Ополе. Жъне успехи в много фестивали: Златният Орфей, Росток, Прага. Част е от журито в полското издание на „Денсинг старс“ и водещ в програмите „Пътят към звездите“, „Вашият път към звездите“ и „Да живеем в любов отново“.

## Албуми

### Студийни албуми
| Заглавие                | Издаден     | Издател               |
| ----------------------- | ----------- | --------------------- |
| „Tak to ty“             | 1973        | Polskie Nagrania Muza |
| „Zbigniew Wodecki“      | 1976        | Polskie Nagrania Muza |
| „Dusze kobiet“          | 1987        | Polskie Nagrania Muza |
| „Zbigniew Wodecki '95“  | 1995        | Koch International    |
| „Obok siebie“           | 4 март 2002 | Sony Music Poland     |
| „Platynowa“             | 12 юни 2010 | Fonografika           |
| „1976: A Space Odyssey“ | 15 май 2015 | Lado ABC/Agora SA     |

### Компилации
| Заглавие                           | Издаден          | Издател                 |
| ---------------------------------- | ---------------- | ----------------------- |
| „Największe przeboje“              | 1992             | Intersonus              |
| „Złota kolekcja: Zacznij od Bacha“ | 1999             | Pomaton EMI             |
| „The Best – Zacznij od Bacha“      | 2004             | Agencja Artystyczna MTJ |
| „Kompozycje“                       | 19 декември 2013 | Polskie Nagrania Muza   |

### Сингли
| Заглавие                    | Издаден | Албум                 |
| --------------------------- | ------- | --------------------- |
| „Z tobą chcę oglądać świat“ | 1984    | -                     |
| „Chałupy Welcome To“        | 1985    | -                     |
| „Po co ten żal“             | 1986    | -                     |
| „Ufam ci“                   | 2002    | Obok siebie           |
| „Rzuć to wszystko co złe“   | 2015    | 1976: A Space Odyssey |

## Филмография

### Филми
| Година | Заглавие               | Роля       |
| ------ | ---------------------- | ---------- |
| 1984   | „Ceremonia pogrzebowa“ | цигулар    |
| 2008   | „Jan z drzewa“         | на себе си |

### Телевизия
| Година | Заглавие                             | Роля                          |
| ------ | ------------------------------------ | ----------------------------- |
| 2002   | „Klan“ (специален епизод)            | свещеник                      |
| 2002   | „Król przedmieścia“ (епизод 10)      | водещ на „Пътят към звездите“ |
| 2002   | „Miodowe lata“ (епизод 108)          | на себе си                    |
| 2005   | „W11 – Wydział Śledczy“ (епизод 136) | на себе си                    |
| 2006   | „U fryzjera“ (епизод 13)             | на себе си                    |
| 2009   | „39 i pół“ (епизод 30)               | на себе си                    |

### Дублиране
| Година | Заглавие       | Роля   |
| ------ | -------------- | ------ |
| 2010   | „Disco ormene“ | Едвард |

## Награди
- Награда за дебют в X Национален фестивал на полската песен в Ополе (1972)
- Награда на журналистите (1978)
- Първа награда на XVII Национален фестивал на полската песен в Ополе (1979)
- Награди за изключителни артистични постижения (1979)
- Награда на кмета на Ополе за изключителни постижения в изпълнение на песента на фестивала в Ополе (1991)
- Специална награда на XXVIII Национален фестивал на полската песен в Ополе (1991)
- Артистична награда на полската естрада Прометей (1994)
- Глория Артис за актьори (2011)[10]
- Honoris Gratia (2011)[11]